# Congonhinhas
Congonhinhas is een gemeente in de Braziliaanse deelstaat Paraná. De gemeente telt 9.035 inwoners (schatting 2009).

## Aangrenzende gemeenten
De gemeente grenst aan Ibaiti, Nova Fátima, Santo Antônio do Paraíso, São Jerônimo da Serra, Sapopema en Ribeirão do Pinhal.